# El desembarco
El desembarco es el decimocuarto álbum de estudio del cantautor argentino León Gieco. Fue publicado en el año 2011 por el sello EMI y producido por León Gieco y Luis Gurevich. Su grabación tuvo lugar en los estudios East-West de Los Ángeles en agosto de ese año. Las canciones fueron grabadas inicialmente en una cinta analógica de 24 canales, a través de antiguos micrófonos RCA44. La placa cuenta con la participación de sesionistas internacionales como Jim Keltner, Jimmy Johnson, Dean Parks, Mark Goldenberg y Tina Guo, y artistas invitados argentinos como Charly García, Raúl Porchetto, María Rosa Yorio, Nito Mestre, Luis Alberto Spinetta y Gustavo Santaolalla.

## Grabación
A seis años del lanzamiento de Por favor, perdón y gracias (2005), León Gieco regresó con El desembarco, un álbum en el que se dio el gusto de grabar con los músicos que admira desde sus comienzos. Para esta grabación, Gieco contrató una banda de sesionistas internacionales, conformada por Jim Keltner (Crosby, Stills, Nash & Young, Simon & Garfunkel) en batería; Jimmy Johnson (James Taylor, Allan Holdsworth) en bajo; Dean Parks (Steely Dan, Madonna, Stevie Wonder, Michael Jackson) y Mark Goldenberg (Linda Ronstadt, Natalie Imbruglia, Chris Isaak, Willie Nelson, Peter Frampton) en guitarras y Tina Guo en chelo. Como invitados participaron Luis Alberto Spinetta, Rubén Rada y Gustavo Santaolalla, entre otros, además de concretar la reunión de PorSuiGieco, el supergrupo nacional conformado en 1974 por Charly García, María Rosa Yorio, Raúl Porchetto, Nito Mestre y el propio León, quienes se unen para cantar "Bicentenario", una canción referida a los 200 años de la Revolución de Mayo y compuesta por Gieco junto a Raúl Porchetto.

Con este disco me pasó algo más que curioso porque fui a Los Ángeles con una idea, con las maquetas de los temas y su cuadratura, pero cuando lo tomó el baterista Jim Keltner, me cambió todo y así salió. Lo consulté con Gustavo Borner (ingeniero de sonido) y con Gustavo Santaolalla y me dijeron que el mono trabaja de esa forma, aceptalo o dejalo. Por suerte seguí adelante y más allá de mis rabietas al descubrir que me había cambiado todo, realmente Keltner es un capo y todo salió muy bien. [...] Siento que Keltner logró un sonido anticareta y muy Stones para hacer 14 pequeñas obritas dentro de una obra y un concepto genial. [...] Los monos tocaron en vivo, le puse la voz y así salió, por eso ahora vuelvo a mis versiones originales con la banda de siempre para hacerlo en directo.
León Gieco en una entrevista con Télam.

La idea principal de este nuevo disco fue que sonara "a banda", que fuera una performance de los músicos juntos tocando los temas y acompañando a León Gieco. Por eso se grabó en el estudio East-West (antes llamado Cello, Ocean Way y originalmente United Western Recorders), que fue construido en los años 50. Por allí pasaron grandes artistas, como Frank Sinatra, Elvis Presley, Bing Crosby, Beach Boys, Sam Cooke, The Mamas & the Papas, entre tantos otros. El Estudio 1, elegido para registrar este disco, es legendario por el sonido de la sala y sus equipos. El disco fue grabado en Los Ángeles durante el mes de agosto, contiene 12 canciones con un sonido crudo y presenta a “El argentinito”, como primer corte de difusión. Esta canción, así como el resto del disco, tiene un sonido crudo que León describe como "garaje", característico de las viejas grabaciones analógicas, fruto de cuatro intensos días de grabación en los estudios Ocean Way de Los Ángeles. Mientras aguardaba la aparición de este trabajo discográfico, Gieco había adelantado que para el 2012 preparaba un gran festejo con motivo de cumplir 40 años de carrera. De todo el intenso trabajo en torno a la placa, Gieco resaltó que “quise hacer la tapa del disco con una foto con la guitarra que Edelmiro Molinari usó con Almendra a modo de homenaje porque está pasando por un difícil momento de su vida". Pero el tributo a Molinari es apenas una de las imágenes que pueblan el arte de El desembarco donde aparecen fotos del interior de lo que fue la Escuela de Mecánica de la Armada (Esma). "Tengo el honor de ser el primero que seleccionó fotos de la Esma como diciendo `mirá que más allá de los horrores que se vivieron ahí en la dictadura, también hay árboles verdes que son sinónimo de vida`", manifestó.

Tanto yo como Luis [Spinetta] estuvimos desde el comienzo con lo de Ecos (la tragedia del 8 de octubre de 2006); su hija va a ese colegio y no se subió a aquel viaje de putª casualidad. En los conciertos de cada 8 de octubre se recaudan cosas para el mismo pueblito al que llevaban ayuda los pibes, pero también empezamos a pelear por el control de alcoholemia en las rutas; para que no haya tantos accidentes; para que la muerte de tu hijo, que no se repara con nada, por lo menos salve a una persona; para que pase algo. Un día fui a actuar en un video de Dante Spinetta y me dijo: “Ahora viene mi viejo, quiero que estén los dos haciendo unas mímicas”. Yo, la verdad, nunca tuve ninguna relación con Luis. Pero cuando llegó me comentó una cosa que fue increíble, devastadora: “Estoy grabando ‘La guitarra’, el tema que hiciste con Atahualpa (Yupanqui); me lo pasó Rodolfo García para hacerte el homenaje a vos, así les rindo tributo a dos grandes (en el doble Guardado en la memoria, 2009)”. Tremendas palabras... “Y aparte, tengo una música a la que sería bueno que intentaras ponerle una letra que hable del 8 de octubre”, y me pasó un demo. Fue glorioso para mí, porque quería grabar con las voces de los chicos que se habían salvado del accidente. Lo hice, y cuando llegué a Los Ángeles la banda lo tocó en vivo... y de pronto descubrimos que en un canal había una voz de Spinetta, cantándolo de otro modo: yo acentúo más rockero; él es más jazzero. Borner, que conoce a Luis, me dijo: “Canten juntos”; le pedí autorización por mail y me contestó con muy buena onda, y así quedó Spinetta cantando con los amigos de los pibes que fallecieron, con su guitarra y la base, más la Sinfónica de Praga.
León Gieco en referencia a la canción "8 de octubre".

Desde el primer corte de promoción "El argentinito" (“Ese pequeño argentinito que llevamos/va colgado como gajo de la  mano/bien peinado con corbata y mocasín/va gritando sólo para hacerse ver/”), todo el álbum contiene un sonido crudo y directo. Piezas propias, con la colaboración de Luis Gurevich, como la  mencionada "El argentinito", "Ella", "Las canciones", "Hoy bailaré", "Las cruces de Belén" y "El desembarco" (“Están los que resisten y nunca se lamentan/los que dicen yo para que vivo/los que recuperan rápido sus fuerzas/los que lucran con lo que he  perdido/”), marcan el concepto de esperanza, actualidad y futuro de la placa. Pero además y como para subrayar el mensaje, León grabó "A los mineros de Bolivia" ("....por la boca del trueno se oye volar el valor/son los mineros de acero/son el pueblo y su dolor...”)  donde la música de Gurevich se basa en un texto de Ernesto Che Guevara, "8 de octubre" compuesta junto a Luis Alberto Spinetta,  "Mi estrella" con Ivan Lins y "Bicentenario" (“Y van dos siglos de sombra y luz/nación de un destino a cara o cruz.../)". Mientras que la crítica se hizo presente en la composición "Fachos" con letra y música de Gieco, junto a Claudio Moglia  ("...el pueblo se llama como genocida/al costado de la ruta nos paró gendarmería/lo que buscan no está en mi mochila, esta en el avión que pasa por arriba/....Fachos, feos y sucios, van haciendo  desastres/por los rincones del mundo/sangre, soledad y muerte, por todos lados es moneda corriente").

## Lanzamiento y recepción
La edición del disco coincidió con la reelección de Cristina Fernández de Kirchner en la presidencia argentina y Gieco explícitamente se definió como "un defensor de este gobierno”. “Pero también -completó- tengo mi costado crítico acerca de las situaciones que no son correctas. Pero lo cierto es que se respiran otros aires y eso nadie lo puede poner en duda”. El álbum fue lanzado con buena recepción por parte de la crítica y los fanes. Se lanzó un video con el tema "Hoy bailaré" (que fue el tema de difusión) donde participa gente como Electra que es un travesti que conoció Gieco de casualidad, una actriz gorda, diferentes etnias, Estela de Carlotto y una chica discapacitada. Un año después del lanzamiento de este álbum, Gieco recibió los premios a Mejor Álbum artista de Rock, Mejor Videoclip por la canción "Hoy bailaré" e Ingeniería de Grabación en los Premios Gardel 2012.

## Lista de canciones
Todas las canciones escritas y compuestas por León Gieco (letra) y Luis Gurevich (música), excepto donde se indica. 
| N.º   | Título                                                           | Duración |  |
| 1.    | «Ella»                                                           | 4:33     |  |
| 2.    | «El argentinito»                                                 | 5:43     |  |
| 3.    | «Las canciones»                                                  | 5:59     |  |
| 4.    | «Hoy bailaré»                                                    | 5:08     |  |
| 5.    | «Las cruces de Belén»                                            | 6:20     |  |
| 6.    | «Bicentenario» (León Gieco/Raúl Porchetto)                       | 4:52     |  |
| 7.    | «Mi estrella» (León Gieco/Ivan Lins)                             | 6:53     |  |
| 8.    | «Fachos» (León Gieco/Claudio Moglia)                             | 4:25     |  |
| 9.    | «8 de Octubre» (León Gieco/L.A. Spinetta)                        | 5:44     |  |
| 10.   | «El desembarco»                                                  | 4:48     |  |
| 11.   | «A los mineros de Bolivia» (Ernesto "Che" Guevara/Luis Gurevich) | 5:50     |  |
| 12.   | «Latido del corazón» (León Gieco/Alejandro Davio/Luis Gurevich)  | 4:20     |  |
| 64:29 |                                                                  |          |  |

## Personal
| Banda - León Gieco: voz, guitarra y armónica. - Jim Keltner: batería. - Jimmy Johnson: bajo. - Dean Parks: guitarras. - Mark Goldenberg: guitarras. Artistas invitados - Charly García, Nito Mestre, Raúl Porchetto y María Rosa Yorio en "Bicentenario". - Rubén Rada: coros y percusión en "Las cruces de Belén". - Hugo Fattoruso: teclados en "Las cruces de Belén". - Gustavo Santaolalla: coros y ronroco en "A los mineros de Bolivia". - Roxana Amed: voz en "Las canciones". - Oveja Negra: Oscar Amante, Aníbal Forcada y Willie Campins, coros en "Latido del corazón". - Luis Alberto Spinetta: voz y guitarras en "8 de octubre". - Jon Gilutin: teclados en 1, 3, 4, 7, 8, 9 y 11. - Craig Eastman: violín y mandolina en 6. - Tina Guo: chelo en 2 y 6. | - Kevin Nadeau: acordeón en 1 y 4. - Harry Kim: trompeta en 7. - Luis Conte: percusiones en 4, 7 y 8. - Hernán Pagola: quena en 11. - Luis Gurevich: guitarras en 8, teclados en 9 y caja bagualera en 11. Otros invitados - Introducción en "A los mineros de Bolivia": Banda de músicos populares anónimos que mantienen viva una de las expresiones ancestrales en La Quiaca que es el Carnaval. Sin ellos no existiría. - Marcela Pasadore, Sandra Corizzo y Micaela Cáceres Rugnitz: coros en "Las cruces de Belén". - Alejandro Balvis: arreglos y dirección de coros. - Joana Gieco, Antonia Medina Gieco, Melany Aylén Álvarez Sánchez, Paula Nayeli Cáceres, Rodrigo Daniel Ayala, Santiago Battilana, Uriel Tordó, Ciro García Fiorito, Florencia Cosentino, Olivia Lasalvia, Tomas Amante, Martina Gurevich, Juana Soler y Santiago León Soler: coros en "8 de octubre". - Benjamín Bravo: voz sobre el final de "8 de octubre". |

## Ficha técnica
- Producido por León Gieco y Luis Gurevich.
- Coproducido en Los Ángeles por Gustavo Borner.
- Producción ejecutiva y coordinación general: Nacho Soler.
- Coordinación de producción en Los Ángeles: Daniel Borner.
- Estudio de grabación: East West (Ocean Way, Studio 1), Hollywood, CA. Igloo Music, Burbank, CA.
- Ingeniero de grabación y mezcla: Gustavo Borner.
- Ingenieros de grabación adicionales: Osqui Amante, Aníbal Kerpel, Gustavo Montemurro, Jan Kotzman y Cenda Kotzman.
- Ingenieros de edición: Justin Moshkevich y Nick Baxter.
- Asistentes de grabación: Brenda Dekora, Leah Herder y Serge Courtois.
- Mastering: Tom Baker, Precision Mastering.
- Grabación de preproducción: Osqui Amante en los Estudios Del Arco.
- Cocinero: Aníbal Forcada.
- Asistencia: Micaela Piccirilli.
- Imágenes: Nacho Soler.
- Diseño: Zky&Sky.
- Fotos: Inés Ulanovsky.
- Fotos madera: Paloma Pollán.
- Fotos de la banda: Gustavo Borner.
- Retoque fotográfico: Damián Benetucci.
- Las fotos de León Gieco fueron tomadas en el "Espacio para la Memoria y Promoción de los Derechos Humanos".